# Arsenal de Redstone
Pour les articles homonymes, voir Redstone.
L'arsenal de Redstone est un établissement militaire de l'Armée de terre des États-Unis voisin de la ville d'Huntsville dans le comté de Madison, en Alabama aux États-Unis. Il fait partie de la zone urbaine de Huntsville-Decatur. Il abritait des services de l’United States Army Materiel Command, de l’Army's Aviation and Missile Command, de la Missile Defense Agency et du centre Marshall Space Flight de la NASA. Ces centres ont déménagé depuis 2010 à la suite d'une décision prise par la Commission de rationalisation des bases militaires. Le district de Redstone Arsenal comptait 1 946 habitants au recensement de 2010. La base emploie quotidiennement entre 36 000 et 40 000 salariés.
Consacré à l'origine à la fabrication d'armes chimiques, de dispositifs pyrotechniques et d'autres équipements militaires pendant la Seconde Guerre mondiale, l'arsenal voit son activité fortement décroître à la fin du conflit avant d'être réactivée avec la guerre de Corée. En 1949, l'Armée de terre décide d'y implanter son centre de recherche et de production des missiles sol-sol un tout nouveau domaine à cette époque. 130 spécialistes allemands des missiles balistiques qui avaient joué un rôle majeur dans la conception et la mise au point du  V-2 nazi et qui avaient été recrutés dans le cadre de l'Operation Paperclip sont affectés à cette nouvelle activité ainsi que plusieurs centaines de militaires et de civils. Ils développent des missiles balistiques de taille croissante en utilisant les technologies mises au point pour le V2. Leur production principale est la fusée Redstone. Les essais se déroulent sur le pas de tir de White Sands où les techniciens se rendent à de nombreuses reprises en avion. À la fin de 1956, l'activité des missiles de l'arsenal est transférée dans une nouvelle entité l'Army Ballistic Missile Agency (ABMA) qui poursuit le développement d'un missile de portée intermédiaire, le PGM-19 Jupiter qui est déployé par l'Armée de l'Air à la fin des années 1950. À la suite d'un arbitrage entre l'Armée de Terre et l'Armée de l'Air, l'ABMA n'est plus autorisé à développer de missiles d'une portée supérieur à 200 kilomètres. L'essor du programme spatial sauve l'entité.La NASA, agence spatiale civile créé en 1958, intègre l'ABMA qui va développer les lanceurs dont elle a besoin. Pratiquement tout l'effectif, soit 3700 personnes est rattaché à la nouvelle agence et forme le Centre de vol spatial Marshall. L'arsenal de Redstone poursuit avec des effectifs fortement réduits une activité de fabrication de munitions et conception de missiles anti-aériens jusqu'à nos jours.

## Géographie

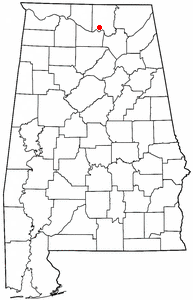
Situation de l'arsenal en Alabama

Selon le Bureau du recensement des États-Unis, le district de Redstone s’étend sur 20,1 km2. Les terrains de l’arsenal de Redstone recouvrent une large part des zones humides de la vallée du Tennessee et d'autres cours d'eau, gérées pour la plupart par la réserve naturelle de Wheeler.

## Histoire

### Jusqu'en 1941
On a pu dénombrer jusqu'à 651 sites préhistoriques sur les terrains de l'arsenal de Redstone, dont au moins 22 présentent des vestiges remontant à la période paléo-indienne (IXe millénaire av. J.-C.), dont un type particulier de pointe de flèche, dit « de Redstone ».
Les colons européens ont construit des fermes à cet endroit peu après 1800. Jusqu'à la guerre de Sécession, le site était couvert de plantations, dont il subsiste quelques traces. La région n'a joué qu'un rôle marginal au cours de ce conflit : l'activité défensive des fermiers s'est bornée à planter des palissades le long de la rivière Tennessee. La paix revenue, les grandes propriétés foncières furent morcelées et réparties entre esclaves affranchis. Au début du XXe siècle, plusieurs fermes étaient détenues par des gens de la ville, et exploitées par ds métayers. Encore aujourd'hui, le paysage est mité par la multitude de maison des petits fermiers de cette époque.
Au début du XXe siècle, les 1 500 ha de terrain vallonné recouvrant les terres les plus rentables du comté de Madison, englobaient les communes de Spring Hill, Pond Beat, Mullins Flat et Union Hill. Malgré l'absence d'électricité, d'eau courante ou de téléphone, les habitants de cette contrée « loin de tout » prospérèrent avec leurs propres commerces, moulins et écoles. On dénombre jusqu'à 46 cimetières historiques (esclaves, planteurs, etc.) sur le site de l'arsenal de Redstone.

### L'arsenal de Huntsville
L'arsenal de Huntsville a été créé en 1941 dans le cadre de l'entrée en guerre des États-Unis, afin d'en faire un second centre de fabrication d'armes chimiques après celui d’Edgewood (Maryland). Pour cela, l'armée américaine expropria plus de 550 familles, dont 300 exploitants agricoles. La plupart de ces agriculteurs eurent cependant le droit d'effectuer leur dernière récolte pour reconstruire ailleurs. Les maisons furent toutes rasées aux frais du département de la Guerre. La Tennessee Valley Authority accorda aux militaires l'autorisation d'aménager 5 100 ha de terre le long de la rivière Tennessee.
Cette base militaire accueillit au départ trois services : l’arsenal de Huntsville et l'entrepôt d'armes chimiques de Huntsville (Gulf Chemical Warfare Depot), tous deux rattachés au Service des armes chimiques ; et le service de l'artillerie de Redstone, dépendant du département de l’artillerie de l'armée américaine. Le toponyme vient de la terre et des roches rougeâtres du pays.

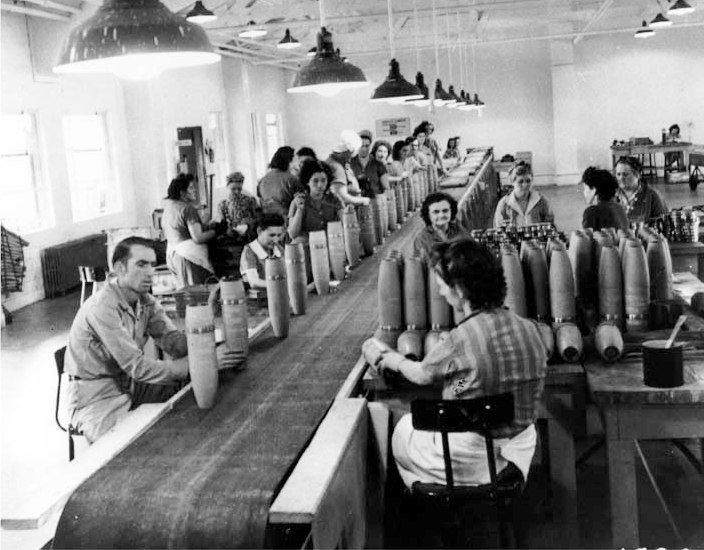
Chaîne de montage d'obus au début des années1940 à l'arsenal de Huntsville

Les premières années, l'arsenal produisait et entreposait des armes chimiques telles les obus au phosgène, à la Lewisite et au gaz moutarde. Le recours aux gaz toxiques avait en effet bien été interdit par la Convention de Genève de 1925, seulement les États-Unis ne l'avaient ratifié qu'avec une clause particulière, les autorisant à employer l'arme chimique contre tout agresseur qui en ferait usage.   L'usine de Huntsville produisait aussi du carbonyle de fer en poudre (pour l'accord des radios et radars), du gaz lacrymogène, des fumigènes, des bombes incendiaires et de petits engins pyrotechniques : des fusées à propergol solide. En reconnaissance de ses records de production, l'arsenal reçut à quatre reprises la médaille "E" de la Marine américaine : une première fois le 31 octobre 1942.
La base de l'artillerie fut rebaptisée « arsenal de Redstone » en 1943. Elle produisit plus de 27 000 000 munitions chimiques et 45 200 000 d’obus. L'aérodrome de Redstone fut aménagé en 1943 par la 6th Army Air Force pour y tester des armes incendiaires en vue du bombardement des grandes villes japonaises.
Trois jours après la capitulation du Japon, on suspendit la production. L'arsenal de Huntsville servit d'abord de dépôt central pour les armes chimiques, et se consacra à la production de masques à gaz et à la destruction des stocks de bombes incendiaires. On congédia la plus grosse partie de la main d’œuvre civile, qui s'effondra à 600 salariés alors qu'il y en avait eu jusqu'à 4 400 au plus fort du conflit. L'essentiel des terrains fut loué à des agriculteurs, et les bureaux furent loués à des industriels, comme la Keller Motors Corporation au début de 1948 ; toutefois cette compagnie n'avait fabriqué que 18 prototypes de véhicules lorsque son fondateur, George Keller, mourut, et le projet de zone industrielle tomba de lui-même. Dès 1947, la base était jugée trop étendue, premier pas vers la démilitarisation.
L’armée de l'air américaine, de son côté, recherchait un site propice à l'aménagement d'un grand centre de recherche, et s'intéressa pour cette raison à l'arsenal de Huntsville. En 1949, elle choisit pourtant d'abord le site concurrent de Tullahoma (Tennessee), et donc le Secretariat général de l'armée n'eut plus d'autre choix que de vendre les terrains de l'arsenal de Huntsville : il fit paraître les avis le 1er juillet 1949, mais la mise en vente fut suspendue car l'armée avait à présent besoin d'un centre d'études balistiques. Une société spécialisée dans la chimie des propergols, Thiokol Corp., quitta le Maryland pour emménager à Redstone au cours de l'été 1949 ; le motoriste Rohm and Haas suivit. Le 30 juin 1949, l’arsenal de Huntsville fusionnait avec deux autres services pour former l’arsenal de Redstone.

### Le Corps de l'Artillerie

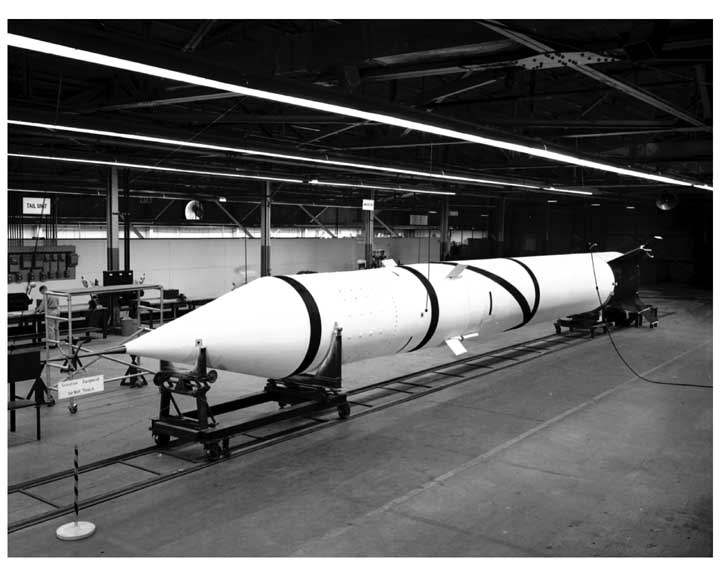
Un missile « Redstone » (1953).

Vers la fin de la Seconde guerre mondiale, on amena plusieurs ingénieurs et chercheurs allemands aux États-Unis dans le cadre de l'Operation Paperclip. Le colonel Holger Toftoy fit établir des contrats de travail pour 127 de ces hommes, parmi lesquels Wernher von Braun, afin qu'ils soient employés à la mise au point de missiles. À la fin de l'année 1945, ils commencèrent à arriver à Fort Bliss (Texas), où, à partir de pièces détachées ramenées d'Allemagne, il entreprirent d’améliorer les V-2. Les essais eurent lieu au pas de tir de White Sands au Nouveau-Mexique.
Le 1er juin 1949, la direction de l'artillerie américaine désigna l’arsenal de Redstone comme centre de recherche sur les fusées. Au mois d'avril 1950, le service de recherche sur les missiles de Fort Bliss fut transféré, avec ses 130 employés allemands sous contrat, ses 120 salariés civils et 500 militaires, à l’arsenal de Redstone, rebaptisé l’Ordnance Guided Missile Center (OGMC), avec à sa tête le général James Hamill, et le directeur technique W. von Braun. Le premier projet à l'étude fut le missile tactique Major.
Lorsqu’éclata la guerre de Corée en juin 1950, OGMC fut chargé de développer un missile balistique sol-sol d'une portée objective de 800 km. Des améliorations successives du missile Major menèrent au prototype PGM-11 Redstone. Pour accélérer le développement, on eut recours à un moteur existant, ce qui réduisit la portée operationnelle à moins de 320 km.
La production de munition reprit pendant la guerre de Corée : entre juillet 1951 et juillet 1955, Redstone fabriqua plus de 38 700 000 caissons d'obus chimiques.
Les laboratoires des missiles d'artillerie (Ordnance Missile Laboratories, OML en abrégé) ont été créés en 1952 pour coordinner les recherches à l’OGMC. Holger Toftoy, l'officier qui avait recruté l'Allemand von Braun et son équipe d'experts en fusées, fut affecté à Huntsville comme directeur de ces laboratoires, et promu général de brigade. Kurt Debus était le responsable des essais : il aménagea un pas de tir (supposé temporaire) sur un site de Floride, Cap Canaveral. Les premiers tirs à Redstone commencèrent au printemps 1953, et le premier tir de fusée fut effectué à Cap Canaveral le 20 août 1953.
Outre le développement de la fusée Redstone, l’OML menait divers programmes. Cette organisation comprenait en effet la Division R&D du colonel Miles B. Chatfield, La Division opérationnelle du commandant Ben Keyserling, et la Division de production industrielle. Or la Division R&D travaillait sur les missiles sol-Air (cmdt. Rudy Axelson) tels le missile Nike B, les missiles sol-sol (cmdt. Dan Breedon) tels le Honest John, le Little John, le Hawk, le Lacrosse et la fusée Corporal Type III ; enfin sur des missiles spéciaux (lieutenant-colonel John O'Conner). Le centre de recherche renonça bientôt au projet de missile à propergol liquide Corporal Type III au profit du lanceur Sergeant à propergol solide. Le Jet Propulsion Laboratory (JPL) du CalTech était alors un laboratoire militaire, préfigurant la NASA : c'est là que furent développés les moteurs  Corporal et Sergeant.
Lors d'une réunion de la commission des vols spatiaux de l’American Rocket Society en 1954, von Braun proposa de placer un satellite en orbite grâce au lanceur Redstone équipé à sa partie supérieure de petits moteurs à propergol solide. Ce programme, appelé Project Orbiter, fut dénoncé en 1955.

### L'École d'artillerie
Au mois de mars 1952, le commandant de la base militaire de Redstone institua officiellement l’École d’artillerie de Redstone suivie, au mois de décembre, de l’École des Missiles Guidés (OGMS). L’OGMS connut une forte croissance au fil des années, à la fois par son extension foncière et par le nombre de cours qu’elle assurait : elle forma des milliers d’officiers américains et étrangers. Elle a été rebaptisée Missile and Munitions Center & School en 1966, puis Ordnance Missile and Munitions Center and School au milieu des années 1980. En 1994, la promotion, jusque-là formée en brigade, fut intégrée à la 59e brigade d'artillerie américaine, dissoute en Europe en 1992, et l’École a été rebaptisée Ordnance Munitions and Electronic Maintenance School en 2002. Elle a été transférée à Fort Lee en 2011.

### L'Agence des missiles balistiques

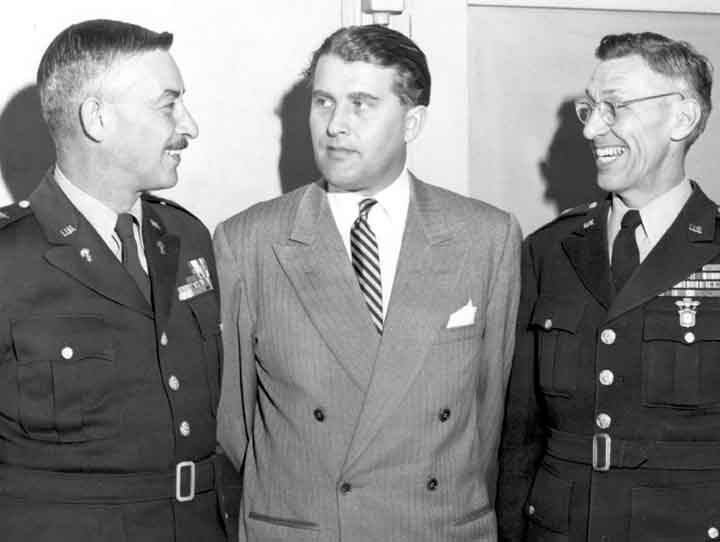
Le général John Medaris, commandant de la base, avec le directeur scientifique Wernher von Braun, et le commandant en second Holger Toftoy (de gauche à droite) dans les années 1950.

L’Army Ballistic Missile Agency (ABMA), commandée par le général John Medaris, fut créée le 1er février 1956, à partir des terrains de l'arsenal de Redstone et du personnel de l'OGMC ; von Braun en dirigeait la division développement. Medaris commandait également le RSA, avec Toftoy comme adjoint.
La première mission de l'ABMA consistait à mettre au point et à déployer le premier missile balistique à portée intermédiaire de l'armée américaine, le Jupiter. Dès le mois d'août 1958, cette arme était fournie à l'armée de l'air pour qu'elle la déployer outre-mer. Le missile Jupiter allait constituer une mesure de rétorsion efficace lors de la résolution de la crise des missiles de Cuba. Medaris supervisa également la mise au point et la production des missiles Redstone et Hawk ; il a favorisé le développement des missiles Nike Zeus, et a amorcé celui des missiles Pershing, qui verront la fin de la guerre froide.
Dans le cadre de l’Année géophysique internationale (1957–58), les États-Unis comme l'URSS avaient proposé de mettre sur orbite un satellite scientifique. Quoique von Braun eût proposé dès 1954 que son laboratoire mette un satellite sur orbite terrestre, c'est au Naval Research Laboratory, développeur de la fusée Vanguard, que les autorités américaines confièrent la mission.
Le 4 octobre 1957, l’URSS mettait sur orbite le premier satellite terrestre, le Spoutnik 1 ; un mois plus tard, elle renouvelait cet exploit avec la mise sur orbite d'un second Spoutnik. Et le 6 décembre 1957, la première tentative des Américains se solda par un échec. Aussitôt, Toftoy, Medaris et von Braun démarchèrent les autorités, vantant les capacités de l'« équipe astronautique » de l'Armée. Ils reçurent le feu vert le 31 janvier 1958, et le premier satellite américain, Explorer I, fut placé sur orbite grâce à un lanceur Jupiter modifié (fusée à quatre étages appelée Juno I).
Le Centre de commandement des missiles (Army Ordnance Missile Command, AOMC), fédérant désormais l'ABMA, le pas de tir de White Sands et le Jet Propulsion Laboratory du CalTech, a été créé en mars 1958 : son quartier général se trouvait à l'arsenal de Redstone, et le commandement était confié au général Medaris. Au mois de juin, le gouvernement lui rattachait l'Agence des fusées militaires et des missiles guidés (Army Rocket and Guided Missile Agency, ARGMA).
Six mois après le succès d'Explorer I, le 29 juillet 1958, le président Eisenhower décida de créer la NASA et le 21 octobre 1959, il ratifia le transfert de toutes les activités de recherche en aérospatiale à cette toute nouvelle agence. La mesure entra en vigueur le 1er juillet 1960 : elle comprenait le transfert de 4 670 salariés civils, ainsi que des matériels et des bureaux (représentant 100 millions de dollars de l'époque), et 7 400 ha de terrain, désormais rattachés au Centre de vols spatiaux George C. Marshall de la NASA. Von Braun devint le premier directeur du MSFC.

### Le centre de commandement des missiles
Le Centre de commandement des missiles (MICOM) est entré en fonctions le 1er août 1962 à l’arsenal de Redstone : il regroupait tout le personnel, le matériel et les missions de l’AOMC. Le 12 mars 1964, on inaugurait les Laboratoires Francis J. McMorrow Missile, baptisé du nom du premier commandant, mort en exercice.
Depuis les débuts de l’AMC, on travaillait au projet Nike de missiles anti-avions ; mais avec l'apparition des missiles balistiques intercontinentaux (ICBM), il parut évident que la défense des États-Unis allait nécessiter des systèmes de détection beaucoup plus efficaces que tout ce qui existait jusque-là. L’Advanced Research Projects Agency (ARPA) étudia le cahier des charges, appelé « projet Nike-X », et préconisa la combinaison de radars tridimensionnels à balayage électronique, de superordinateurs, et de deux batteries de missiles intercepteurs rapides séparées, l'une (Sprint) visant les cibles à basse altitude, et l'autre (Spartan) les cibles à haute altitude. La direction opérationnelle du projet Nike-X fut confiée au colonel Ivy O. Drewry en 1963.
La République Populaire de Chine fait exploser sa première bombe atomique au mois de juin 1967, ce qui poussa l'ABM à mettre à jour le cahier des charges de Nike-X : c'est ainsi que le projet Sentinel vit le jour. En 1968, les autorités américaines formèrent l’Army Ballistic Missile Defence Agency (ABMDA), chargé de reprendre le programme Sentinel et les autres projets de missiles balistiques défensifs du MICOM. L’ABMDA, commandé par le général B.G. Drewry, menait ses expériences dans le centre d'essai de Cummings, à côté de l'arsenal. Au mois de mai 1974, tous les projets de missiles balistiques défensifs étaient confiés à la l'unique autorité de la Ballistic Missile Defense Organization, l’actuel Space and Missile Defense Command.
Le 17 juillet 1997, l’Army Missile Command  fusionne avec l’Army Aviation and Troop Command (ATCOM) pour former l’United States Army Aviation and Missile Command (AMCOM).

### L’arsenal aujourd'hui
L’arsenal de Redstone demeure un centre d’essai, de développement et d’élaboration de la stratégie américaine en matière de missiles : outre les stocks de l'U.S. Army et le service de gestion des missiles de l'aviation, Redstone abrite le Tactical UAV Project Office, la Missile Defense Agency, les services de renseignements sur les missiles et l’espace, etc. C'est également toujours là que se trouve le département opérationnel des propulseurs de la NASA, qui a développé les fusées Saturn dans les années 1960, ainsi que la navette spatiale dans les années 1970 et 1980.
Après plus d'un demi-siècle d'activité à Redstone, l’École de l'artillerie a déménagé à Fort Lee (Virginie).

## Démographie
| 1980  | 1990  | 2000  | 2010  | - | - |
| ----- | ----- | ----- | ----- | - | - |
| 5 728 | 4 909 | 2 365 | 1 946 | - | - |

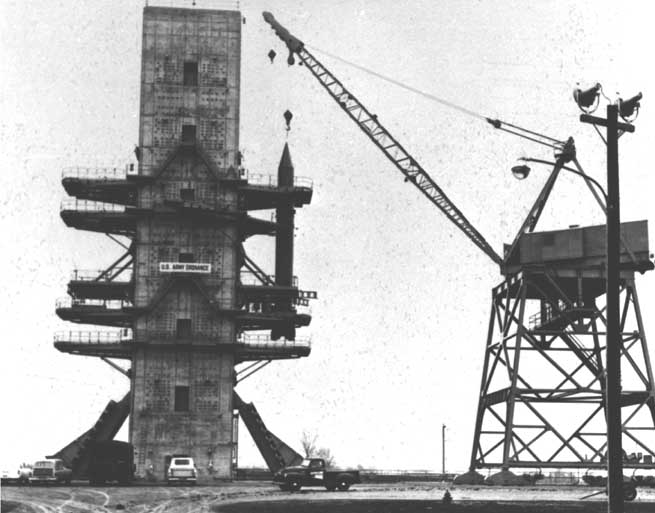
Épreuve du missile Redstone sur le Static Test Stand (1956).
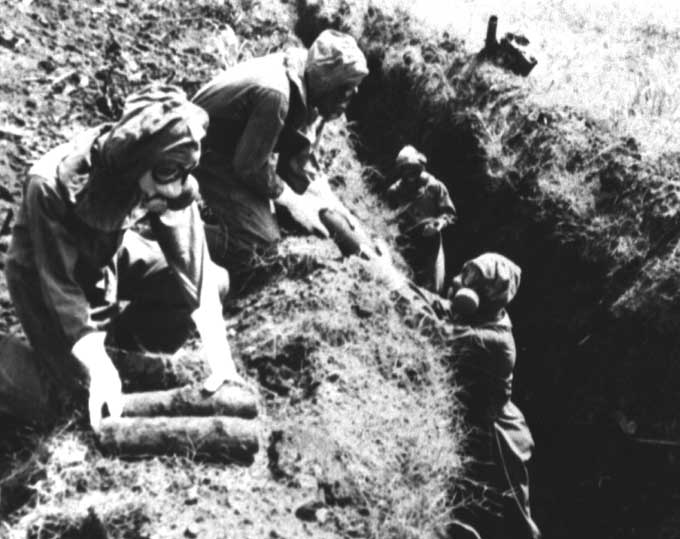
Travaux de décontamination à Redstone (1957).
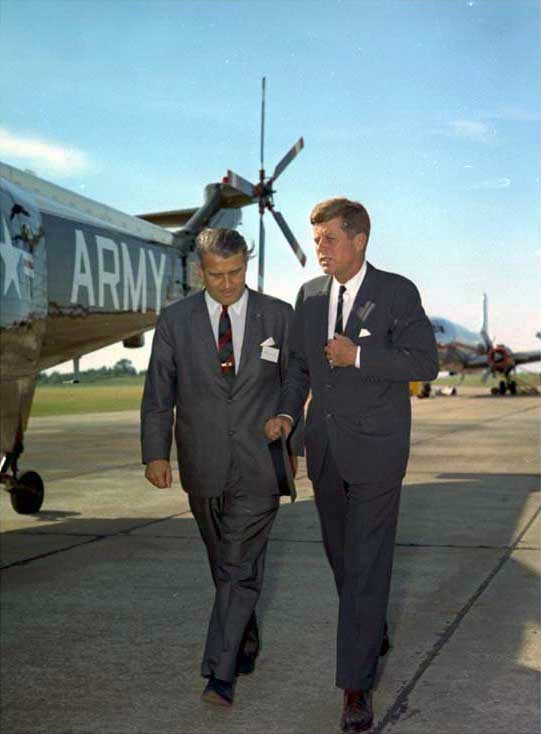
Wernher von Braun et le président John F. Kennedy à l'arsenal (18 mai 1963).
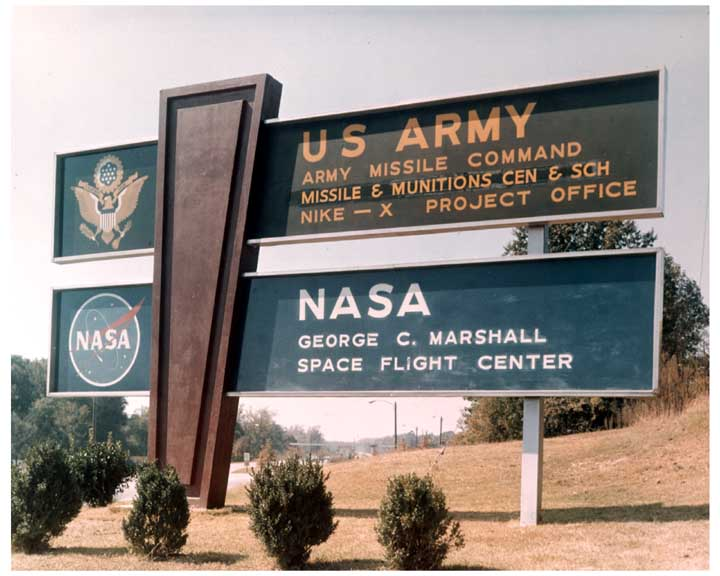
La grande entrée en 1964.
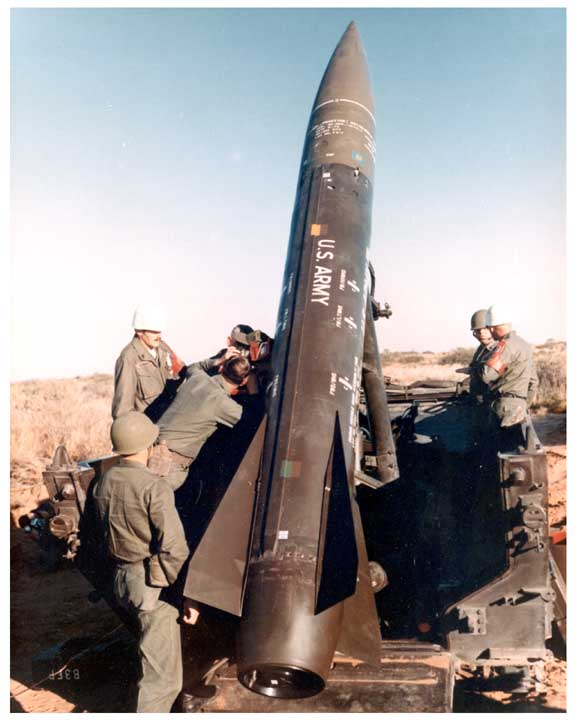
Épreuve du  missile MGM-52 Lance au début des années 1970.
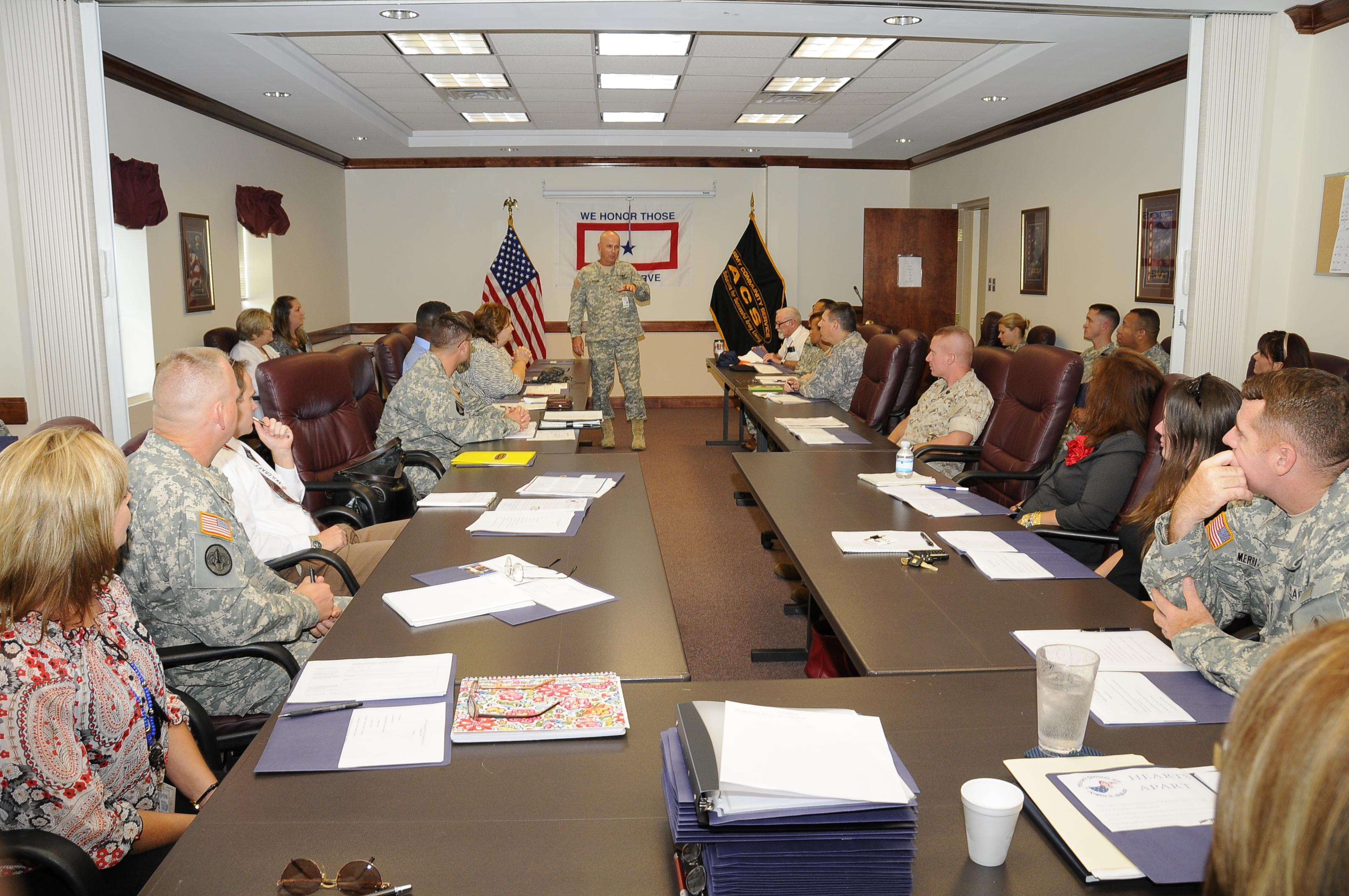
Le général Jim Myles s'adresse à des familles de patriotes volontaires (2009).